# 大ルーマニア党
大ルーマニア党（だいルーマニアとう、Partidul România Mare）は、ルーマニアの極右・民族主義政党。略称はPRM。